# With Honors
With Honors (bra Com Mérito) é uma produção cinematográfica estadunidense, de género comédia dramática, lançado em 1994.

## Sinopse
Monty (Brendan Fraser), um aplicado estudante, está prestes a se fromar em Harvard. Depois de descobrir que seu trabalho de conclusão de curso foi apagado de seu computador e que tem apenas uma cópia impressa, sai desesperadamente para tirar mais cópias. Ele perde essa única cópia no caminho, que cai no porão de um prédio, e ali depara-se com um mendigo, Simon (Joe Pesci), que está quase a fazer uma fogueira com as páginas do trabalho. Percebendo que Monty fará qualquer coisa para recuperá-lo, Simon lhe faz uma proposta: a cada pedido que ele fizer, seja roupas, comida ou cobertores, devolverá uma folha do trabalho. E com o passar do tempo nasce uma grande amizade entre os dois e também com os colegas de república de Monty.